# Gina McKee
Georgina „Gina“ McKee (* 14. April 1964 in Sunderland, England) ist eine britische Schauspielerin.

## Leben
McKee wurde als Tochter eines Bergarbeiters in Sunderland geboren. Aufgewachsen ist sie in Peterlee in der Grafschaft Durham. Ab ihrem 15. Lebensjahr spielte sie mehrere Sommer lang am National Youth Theatre und sammelte erste Schauspielerfahrungen. Ihre erste kleine Nebenrolle hatte sie 1988 in Der Biss der Schlangenfrau an der Seite von Hugh Grant. Ihr bisher größter Erfolg wurde ihre Rolle im BBC-Fernsehfilm Our Friends in the North, für die sie mehrfach ausgezeichnet wurde.
Seit 1989 ist sie mit Kez Cary verheiratet, mit dem sie heute in East Sussex, England, lebt.

## Filmografie (Auswahl)
- 1987: Inspektor Morse, Mordkommission Oxford (Inspector Morse; TV-Serie, 1 Folge)
- 1988: Der Biss der Schlangenfrau (The Lair of the White Worm)
- 1989: Er? Will! Sie Nicht? (The Rachel Papers)
- 1991: Der Aufpasser (Minder; TV-Serie, 1 Folge)
- 1993: Nackt (Naked)
- 1994: Casualty (TV-Serie, 1 Folge)
- 1996: Our Friends in the North (TV)
- 1998: Croupier – Das tödliche Spiel mit dem Glück (Croupier)
- 1999: Johanna von Orleans
- 1999: Notting Hill
- 1999: Wonderland
- 2000: Nur Mut, Jimmy Grimble (There’s Only One Jimmy Grimble)
- 2002: Die göttlichen Geheimnisse der Ya-Ya-Schwestern (Divine Secrets of the Ya-Ya Sisterhood)
- 2002: Die Forsyte-Saga (TV-Serie)
- 2004: The Blackwater Lightship (TV)
- 2004: Mickybo & ich (Mickybo and Me)
- 2005: MirrorMask
- 2006: Tsunami – Die Killerwelle (Tsunami: The Aftermath)
- 2007: Das Mordkomplott (Lewis – Old School Ties) (TV-Serie)
- 2007: Abbitte (Atonement)
- 2007: Die Zeit, die uns noch bleibt (And When Did You Last See Your Father?)
- 2009: Kabinett außer Kontrolle (In The Loop)
- 2010: An Act of Love
- 2011: Die Borgias (The Borgias)
- 2011: Vera – Ein ganz spezieller Fall (Vera, TV-Serie, Folge 1x01)
- 2012: Missing (TV-Serie, 6 Folgen)
- 2013: Jimmy P. – Psychotherapie eines Indianers (Jimmy P. (Psychothérapie d’un Indien des Plaines))
- 2017: Der seidene Faden (Phantom Thread)
- 2018: Bodyguard (TV-Serie)
- 2019: The Rook (TV-Serie)
- 2019: Catherine the Great (Miniserie, 4 Folgen)
- 2020: Black Narcissus (Miniserie, 2 Folgen)
- 2022: Der Liebhaber meines Mannes (My Policeman)
- 2023: The End We Start From

## Preise
- 1997: BAFTA TV Award als Beste Schauspielerin in Our Friends in the North
- 1997: Broadcasting Press Guild Award für Our Friends in the North
- 2010: Chlotrudis Awards für In the Loop (Cast)